# Yōji Shinkawa
Yoji Shinkawa (新川洋司 Shinkawa Yōji?) (Hiroshima, Japón, 25 de diciembre de 1971) es un artista japonés famoso por participar en la elaboración de personajes, entornos y diseños mecánicos de las series de videojuegos Metal Gear y Zone of the Enders.

## Biografía
Nacido en Hiroshima, comenzó a trabajar para la desarrolladora de videojuegos Konami en 1994 después de graduarse de la Universidad Kyoto Seika. Primero trabajó como depurador para la versión de NEC PC-9801 de Policenauts. Posteriormente se convirtió en director de arte para las siguientes versiones del videojuego en las diferentes consolas, y luego, como diseñador de personajes para la serie Metal Gear, convirtiéndose en el artista principal de muchos de los títulos de Konami. Actualmente es el principal artista y diseñador de personajes, mecanismos y ambientes en la compañía Kojima Productions.   
El estilo ilustrativo de Shinkawa es generalmente alabado como original, artístico y técnicamente preciso. Según el propio Shinkawa, sus trabajos no solo están inspirados por artistas del anime como Yoshikazu Yasuhiko y Yoshitaka Amano, sino también por artistas contemporáneos occidentales como Frank Miller, Aubrey Beardsley, Willy Pogany y el artista francés Mœbius.
Shinkawa utiliza plumas de tinta con una punta de fieltro en forma de cepillo, prefiriendo la Pentel Brush Pen, y tanto Adobe Photoshop como Corel Painter para sus creaciones. Es un fanático del heavy metal y de artistas como Megadeth, Rage, Yngwie Malmsteen y Killswitch Engage.

## Trabajos

### Videojuegos
- Policenauts
- Metal Gear Solid
- Metal Gear: Ghost Babel
- Zone of the Enders
- Metal Gear Solid 2: Sons of Liberty
- Zone of the Enders: The 2nd Runner
- Fu-un Shinsengumi
- Metal Gear Solid 3: Snake Eater
- Metal Gear 2: Solid Snake (revisión de diseños de personajes)
- Fu-un Bakumatsu-den
- Metal Gear Solid: Portable Ops
- Metal Gear Solid 4: Guns of the Patriots
- Metal Gear Solid: Peace Walker
- Metal Gear Solid: Rising
- Metal Gear Rising: Revengeance
- Busou Shinki|Busō Shinki Battle Masters Mk. II
- Metal Gear Solid V: Ground Zeroes
- Metal Gear Solid V: The Phantom Pain
- Left Alive
- Death Stranding

### Otros
Novelas:
- Urban Hercules (ilustraciones)

Películas:
- Godzilla: Final Wars (monstruo y diseño de la mecha)
- Pacific Rim (diseño del afiche promocional en Japón)